# Polônia nos Jogos Olímpicos de Verão de 1932
A  Polônia competiu nos Jogos Olímpicos de Verão de 1932, em Los Angeles, nos Estados Unidos.